# Landes-Vieilles-et-Neuves
 Landes-Vieilles-et-Neuves  es una comuna y población de Francia, en la región de Alta Normandía, departamento de Sena Marítimo, en el distrito de Dieppe y cantón de Aumale.
Su población municipal en 2008 era de 130 habitantes.
Está integrada en la Communauté de communes du Canton d'Aumale.

## Demografía
| 279 | 249 | 210 | 265 | 325 | 352 | 315 | 319 | 298 | 260 | 263 | 260 | 242 | 225 | 217 | 208 | 178 | 185 | 182 | 180 | 162 | 179 | 190 | 171 | 202 | 180 | 162 | 149 | 147 | 105 | 148 | 132 | 254 |
| Para los censos de 1962 a 1999 la población legal corresponde a la población sin duplicidades (Fuente: INSEE [Consultar]) |     |     |     |     |     |     |     |     |     |     |     |     |     |     |     |     |     |     |     |     |     |     |     |     |     |     |     |     |     |     |     |     |